# École internationale Lénine
L'École internationale Lénine est un ancien centre international situé à Moscou, destiné à la formation des cadres et militants de l'Internationale communiste.

## Histoire
L'école est fondée en 1926 et existe jusqu'en 1938. Elle a formé environ 3500 élèves communistes provenant de 59 pays, qui ont pu accéder à cette formation après avoir été sélectionnés par leurs partis respectifs. La plupart des étudiants (environ 370) viennent néanmoins d'Allemagne. L'école est d'abord dirigée par Nikolaï Boukharine, puis, après son exclusion du parti, par Klavdiia Kirsanowa. De janvier à mai 1932, Wilhelm Pieck dirige l'école.

## Personnalités liées à l'établissement

### Élèves devenus responsables politiques
- Nikos Zachariadis (Grèce)
- Tito (Yougoslavie)
- Wladyslaw Gomulka (Pologne)
- Erich Honecker, Erich Mielke, Elli Schmidt, Heinz Hoffmann et Paul Wandel (RDA)
- Tsola Dragoycheva (Bulgarie)
- Ana Pauker (Roumanie)
- Alice Degeer-Adère (Belgique)
- Martha Desrumaux et Louis Manguine (France)[1]
- Hô Chi Minh (Vietnam)

### Enseignants
- Hertta Kuusinen (Finlande)
- Arnold Reisberg